# Ángel Guinda
Ángel Guinda (Zaragoza, 26 de agosto de 1948 - Madrid, 29 de janeiro de 2022) foi um escritor espanhol, conhecido principalmente como poeta, embora sua obra abranja gêneros muito variados, da poesia ao ensaio e à tradução.

## Biografia
Vive em Madrid desde 1987. Fundou a Colecção Puyal de livros de poesia em 1977 e a revista Malvís em 1988. Publicou mais de vinte livros e é co-autor da letra do Himno de Aragón.
Em 2010 foi galardoado com o Prémio de Letras Aragonês.
Antes de morrer, teve tempo de corrigir as provas de sua antologia de poemas de amor, 'El arrojo de vive' (Olifante. La Casa del Poeta).